# Spodnja Brežnica
Spodnja Brežnica je naselje v Občini Poljčane.